# Saint-Memmie
Saint-Memmie je francouzská obec v departementu Marne v regionu Grand Est. V roce 2015 zde žilo 5 586 obyvatel. Je součástí aglomerace města Châlons-en-Champagne.

## Poloha obce
Sousední obce jsou: Courtisols, L'Épine, Châlons-en-Champagne a Sarry

## Vývoj počtu obyvatel
Počet obyvatel